# European Petroleum Survey Group
European Petroleum Survey Group byla od roku 1986 do roku 2005 vědecká organizace s vazbou k evropskému naftovému průmyslu. Od roku 2005 se EPSG rozumí dataset spravovaný nástupnickou organizací The International Association of Oil & Gas producers (OGP).

## Historie EPSG

### Organizace EPSG
Organizace EPSG existovala od roku 1986 do roku 2005. Jednalo se o vědeckou organizaci, která měla úzké vazby k evropskému naftovému průmyslu. Ta se skládala z odborníků pracujících v oblasti aplikované geodézie, mapování a kartografie související s ropným průmyslem.

### Dataset EPSG
Tato organizace spravovala sestavený a rozšířený EPSG Geodetic Parameter Set (dále jen EPSG). Jedná se o široce využívanou databázi zemských elipsoidů, geodetických dat, zeměpisných a kartografických souřadnicových systémů, měrných jednotek, atd. V důsledku zániku organizace European Petroleum Survey Group převzala správu nad touto databází v roce 2005 nově vzniklá asociace The International Association of Oil & Gas producers (OGP), resp. její výbor Surveying and Positioning Committee.
Výbor zasedá dvakrát ročně a jeho členy jsou odborníci z členských společností OGP z oblasti mapování, kartografie, geodézie a managementu koordinace dat. Hlavními činnostmi tohoto výboru v rámci OGP je správa EPSG, vydávání směrnic (Guidance Notes) a správa a tvorba výměnných formátů ve spolupráci s jinými organizacemi.

## Současný význam EPSG
Dnes již pod zkratkou EPSG rozumíme Geodetic Parameter Set (vlastní databázi), proto ji nezaměňujme s názvem zaniklé organizace EPSG. Data jsou zveřejňována přibližně třikrát až čtyřikrát za rok a to ve formě relační databáze Microsoft Access a SQL skriptu pro import do databází (dump) MySQL, Oracle nebo PostgreSQL. Mohou existovat i jiné verze vydávané mezi těmito standardními. V současné době je platná verze č. 6.18 (ke dni 12. 11. 2008).

### Referenční souřadnicový systém (CRS)
Každé kartografické zobrazení, resp. souřadnicový systém má dán jedinečný kód. Tento kód je celé nezáporné číslo vyjma nuly, které se nesmí opakovat. Například EPSG:4326 vyjadřuje standardní zeměpisnou projekci WGS84 o souřadnicích zeměpisné šířky a délky v celých stupních s Greenwichem jako nultým poledníkem.

### Využití EPSG datasetu
Využití těchto dat je jednoznačně zřejmé, protože se jedná o celosvětovou databázi již dříve uvedených dat. Toto umožňuje a sjednocuje používání například souřadnicových systémů v GIS, web-aplikacích, celosvětových geografických projektech, standardizaci aj. Příkladem praktického užití je výměnný formát GeoTIFF pro georeferencované rastry, nebo aplikace pro Web Map Service (WMS). Pomocí WMS se přes HTTP protokol distribuují obrazová data (rastry), které jsou ohraničeny souřadnicovým obdélníkem (boxem - jih, sever, východ, západ) v určitém EPSG (zobrazení) kódu.

## Příklady EPSG kódů CRS využívaných na území ČR
Kód EPSG:102067 není součástí datasetu EPSG, ale na území ČR se využívá jako kdyby byl součástí EPSG.
V rámci tohoto datasetu je S-JTSK_Krovak_East_North dostupný pod kódem EPSG:5514.
| × | Kód (EPSG)  | Název referenčního souřadnicového systému (CRS) |
| - | ----------- | ----------------------------------------------- |
| 1 | EPSG:2065   | S-JTSK (Ferro)                                  |
| 2 | EPSG:3035   | Evropská projekce LAEA                          |
| 3 | EPSG:4326   | WGS 84 / geographic                             |
| 4 | EPSG:28403  | S-42 (Pulkovo 1942 / Gauss-Krüger zone 3)       |
| 5 | EPSG:32634  | WGS 84 / UTM zone 34N (Northern Hemisphere)     |
| 6 | EPSG:32633  | WGS 84 / UTM zone 33N (Northern Hemisphere)     |
| 7 | EPSG:102067 | S-JTSK_Krovak_East_North                        |